# Мельники-Річицькі
Мельники-Річицькі — село в Україні, у Забродівській сільській громаді Ковельського району Волинської області. Населення становить 803 особи.

## Історія
У 1906 році село Хотешівської волості Ковельського повіту Волинської губернії. Відстань від повітового міста 78 верст, від волості 12. Дворів 30, мешканців 157.
У 1943 р. поблизу села радянським диверсійно-терористичним загоном Федорова були вбиті головний лікар УПА Євген Пантелеймонович Каранович «Караван» (2.02.1901—25.01.1944), медсестра Марія і 4 охоронці.
19 липня 2020 року, в результаті адміністративно-територіальної реформи та ліквідації Ратнівського району, село увійшло до новоутвореного Ковельського району.

## Населення
Згідно з переписом УРСР 1989 року чисельність наявного населення села становила 784 особи, з яких 361 чоловік та 423 жінки.
За переписом населення України 2001 року в селі мешкало 800 осіб.

### Мова
Розподіл населення за рідною мовою за даними перепису 2001 року:
| Мова       | Відсоток |
| ---------- | -------- |
| українська | 99,13 %  |
| російська  | 0,37 %   |
| молдовська | 0,25 %   |
| білоруська | 0,12 %   |